# Земплински замък
Земплинският замък (на словашки: Zemplínsky hrad) е разрушен замък край днешното село Земплин в Словакия.
Замъкът възниква като келтско укрепление и служи за местен административен център по времето на Великоморавия (IX – X век) и след това в Унгария. През XII – XIII век унгарците изграждат замък с каменни стени, център на Земпленския комитат. По-късно замъкът е разрушен и днес от него са останали само части от основите.

## История
За землено-гредоредната българска ранносредновековна крепост, охраняваща древния „Път на солта“ и северните предели на царството, Унгарската анонимна хроника от 1240 г. Gesta hungarorum („Деяния на унгарците“) свидетелства, че при нападението на маджарите в края на ІХ в. тук се е оттеглил от главния град на закарпатската българска област Ужгород подчиненият на Салан негов управител наречен в хрониката комит Лаборич /колобър?/ (comes eiusdem castri nomine Loborcy, qui in lingua eorum Duca uocabatur)  който, ранен в тежките битки, е пленен и убит от маджарите при тукашната българска крепост, Нашествениците плащат висока цена на българите за завоеванието, в боевете за Хунг е убит предводителят им Алмош, погребението му с богат златен инвентар е открито от чехословашки археолози при укрепленията на Землен.  Пак тук българският комит Салан, управителят на погранична област (комитат) на територията на днешна Войводина, след поражението си при Алпар става васал на унгарския вожд Арпад, събитие датирано не по-късно от началото на Х в. Крепостта е дала името на селището, региона Zemplín и окръга Zemplén, на които в предишните времена тук е бил военно-административния и митрополитски център. Укреплението е било на хълма над днешното село. Оцелели са само останки от средновековна крепост, днес обрасли с растителност.